# روكيتا بالافيا
روكيتا بالافيا (بالإيطالية: Rocchetta Palafea)‏ هي بلدة وبلدية في مقاطعة أستي في إقليم بييمونتي في جنوب إيطاليا.

## السكان
في سنة 1861 بلغ عدد السكان 754 نسمة، وتطور العدد ليصل في سنة 2011 لـ 347 نسمة.
يظهر هذا المخطط البياني تطور النمو السكاني لـ روكيتا بالافيا